# الأتراك في الهند
الأتراك في الهند هم شعب من عرق تركي يعيشون في الهند. عددهم قليل جداً، وهم مهاجرون حديثون من تركيا. في تعداد عام 1961، ذكر 58 شخصًا أن لغتهم الأم هي التركية. وفقًا لتعداد عام 1911، ذكر 1778 من سكان الهند أن مكان ميلادهم هو تركيا. وفي زيارة دولة في أوائل عام 2010، التقى رئيس الوزراء التركي عبد الله غل بالمغتربين الأتراك الذين يعيشون في الهند وقام بتوزيع قواميس هندية تركية على الطلاب الأتراك في نيودلهي.